# نهر نوي

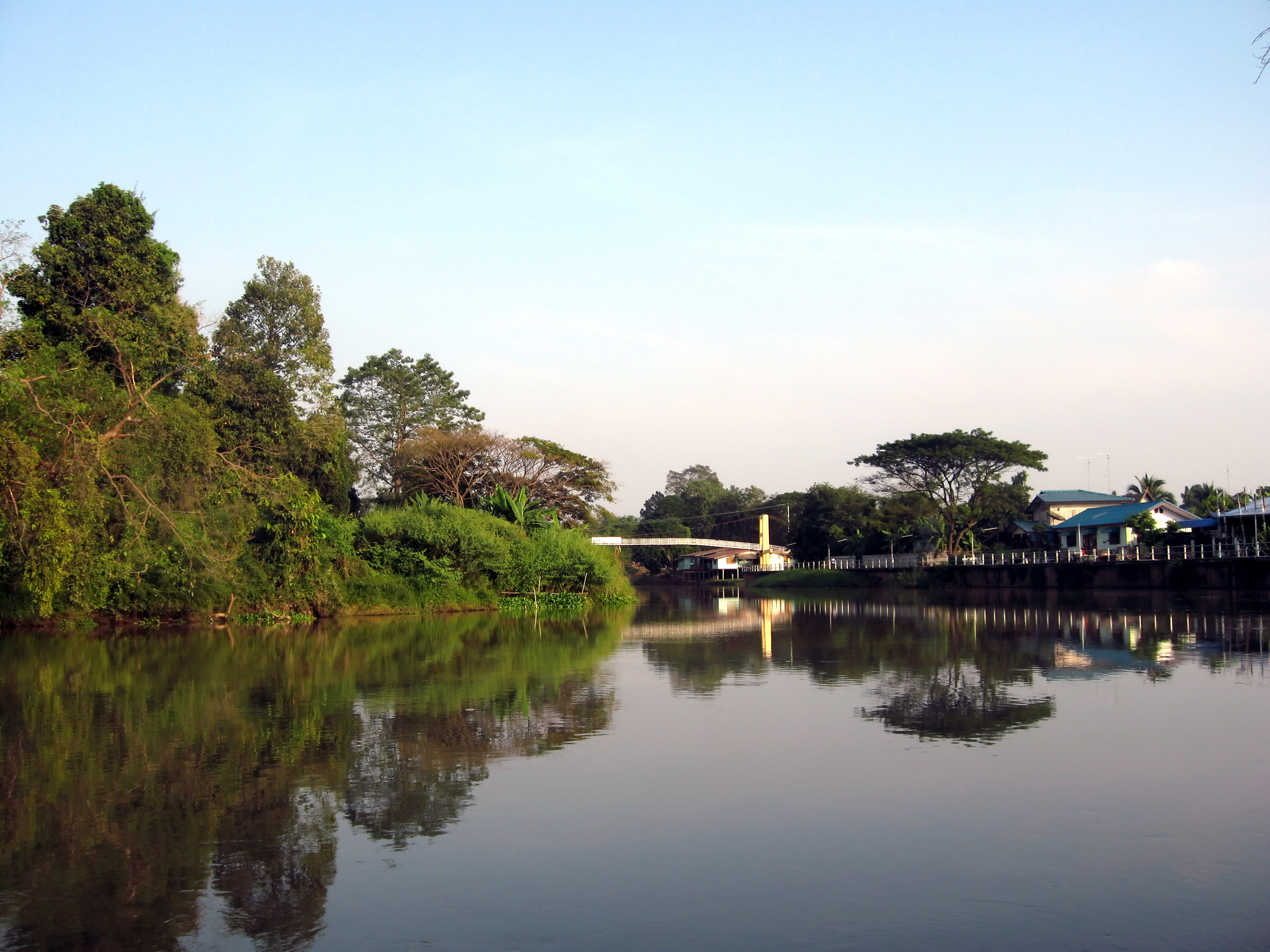
نهر نوي.

نهر نوي (بالتايلاندية:แม่น้ำน้อย) و (بالإنجليزية:Noi River) هو نهر في تايلاند.

## نبذه
نهر نوي هو أحد روافد نهر شاو فاريا

## تاريخ
في موقعة الاصلي الوقع في بلدة تشاي شان الوقعة في محافظة أنغ ثونغ موقع للمعسكرات البورمية في معرفة بانج راكان وهي معرفة دارت بين تايلاند و بورما.